# Radiobiologie

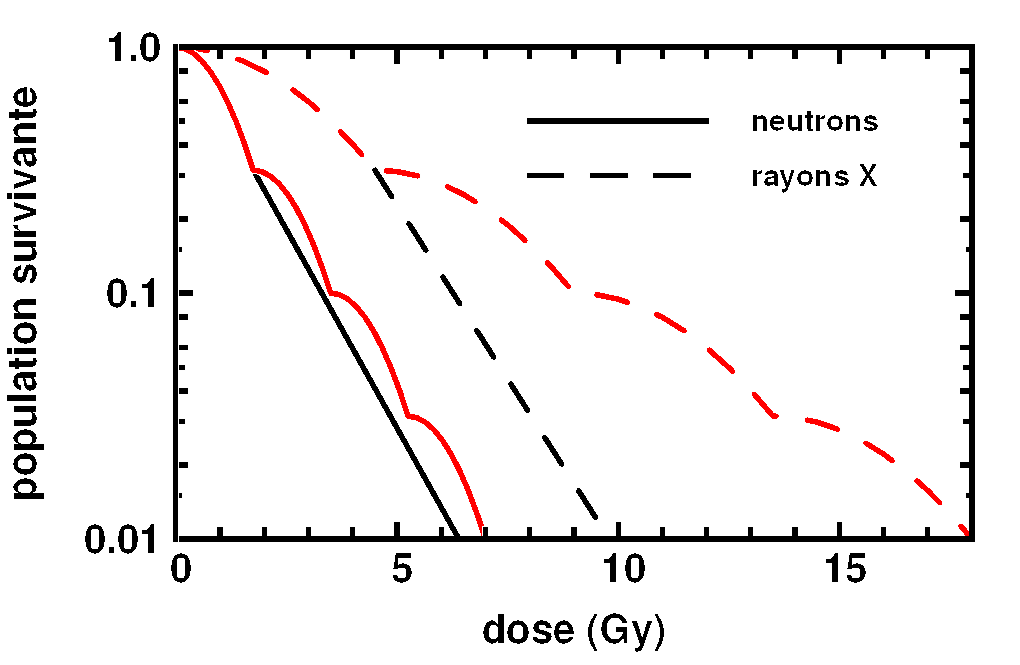
Poměr přežívajících savčích buněk v závislosti na druhu a velikosti ozařující dávky. Červené linie označují frakční ozařovaní.

Radiobiologie je mezioborovým odvětvím na pomezí biologie a fyziky zabývající se účinky ionizujícího záření na živé organizmy. Jmenovitě do oblasti jejího zájmu spadá:
1. Radioterapie
2. Cytostatické působení ionizujícího záření
3. Radiochemické reakce
4. Bezpečnost a ochrana zdraví pracovníků s ionizujícím zářením a pacientů
5. Reparační mechanismy
6. Sledování účinků záření na bílkoviny, enzymy a nukleové kyseliny
7. Samotné mechanizmy biologického působení záření
8. Nemoci z ozáření
9. Radiobiologie zdravých tkání